# Tarsius
Genre
Synonymes
- Cephalopachus Swainson, 1835[2] [3]
- Hypsicebus Lesson, 1840[3]
- Macrotarsus Link, 1795[3]
- Rabienus Gray, 1821[3]

Tarsius est un genre de primates haplorrhiniens. Les espèces de ce genre sont communément appelées tarsiers, comme tous les membres de la famille Tarsiidae.
Il doit son nom à son tarse (os de la cheville) très allongé.
Ces espèces sont arboricoles et vivent dans les îles d'Indonésie. 
Le tarsier a de longues pattes, une queue longue et fine et une tête ronde aux grands yeux permettant une vision nocturne pour chasser les insectes et les araignées.

## Liste des espèces
Selon BioLib (17 juin 2019) :
- Tarsius bancanus Horsfield, 1821;

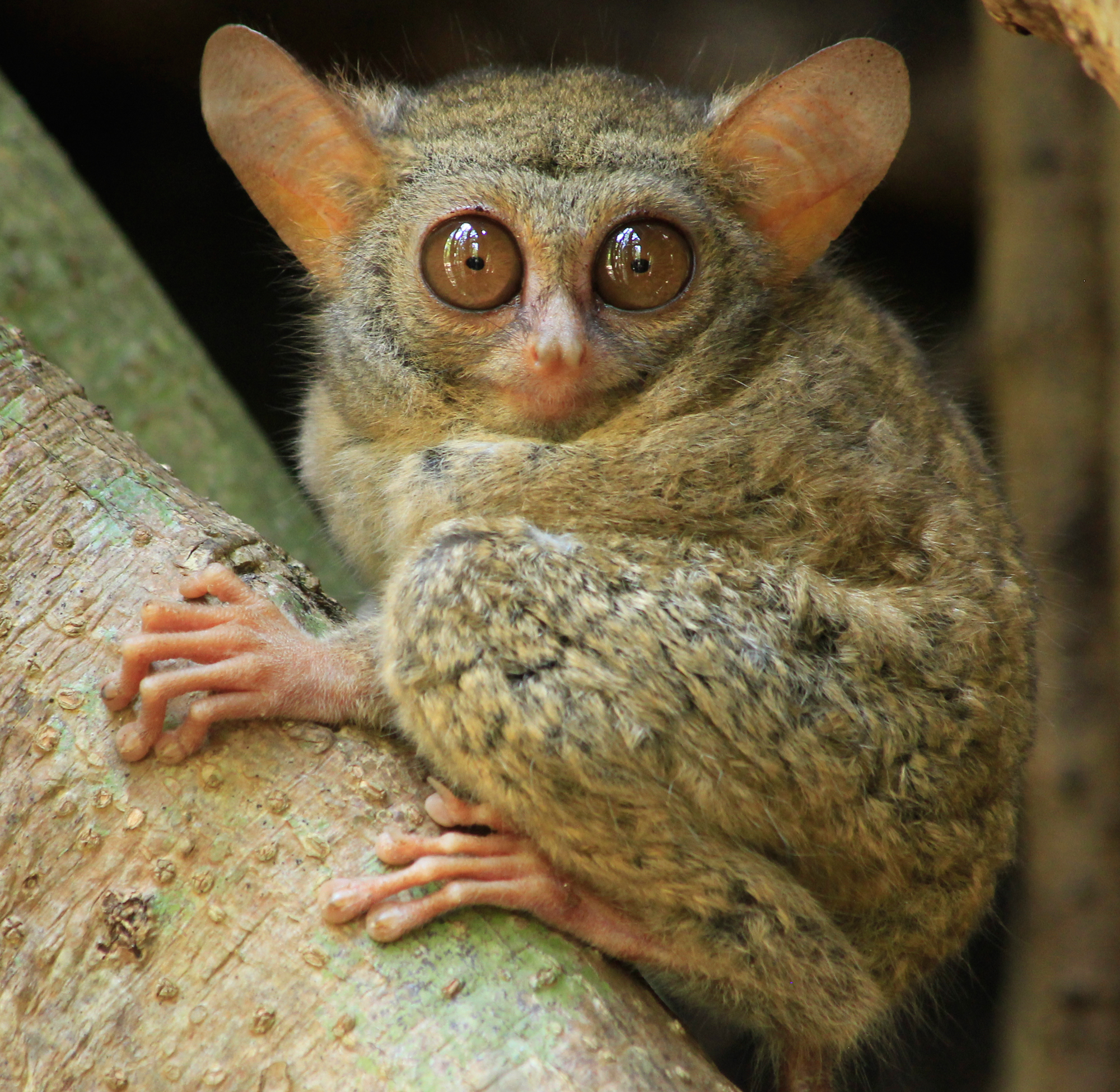
Un Tarsius spectrumgurskyae dans l'île Célèbes en Indonésie. Mai 2019.

- Tarsius dentatus Miller & Hollister, 1921;
- Tarsius eocaenus Beard, Qi, Dawson, Wang & Li, 1994 †;
- Tarsius lariang Merker & Groves, 2006;
- Tarsius niemitzi Shekelle, Groves, Maryanto, Mittermeier, Salim & Springer, 2019;
- Tarsius pelengensis Sody, 1949;
- Tarsius pumilus Miller & Hollister, 1921;
- Tarsius sangirensis Meyer, 1897;
- Tarsius spectrumgurskyae Shekelle & al., 2017;
- Tarsius supriatnai Shekelle & al., 2017;
- Tarsius syrichta (Linnaeus, 1758);
- Tarsius tarsier (Erxleben, 1777);
- Tarsius thailandica Ginsburg & Mein, 1987 †;
- Tarsius tumpara Shekelle, Groves, Merker & Supriatna, 2008;
- Tarsius wallacei Merker, Driller, Dahruddin, Wirdateti, Sinaga, Perwitasari-Farajallah & Shekelle, 2010.